# Грюєр (Фрібур)
Грюєр (фр. Gruyères) — місто  в Швейцарії в кантоні Фрібур, округ Грюєр.

## Географія
Місто розташоване на відстані близько 50 км на південний захід від Берна, 25 км на південь від Фрібура.
Грюєр має площу 28,4 км², з яких на 5,5% дозволяється будівництво (житлове та будівництво доріг), 40,4% використовуються в сільськогосподарських цілях, 50% зайнято лісами, 4,1% не є продуктивними (річки, льодовики або гори).

## Демографія
2019 року в місті мешкало 2212 осіб (+23,6% порівняно з 2010 роком), іноземців було 21,4%. Густота населення становила 78 осіб/км².
За віковим діапазоном населення розподілялося таким чином: 24,4% — особи молодші 20 років, 60,2% — особи у віці 20—64 років, 15,5% — особи у віці 65 років та старші. Було 927 помешкань (у середньому 2,4 особи в помешканні).
Із загальної кількості 1184 працюючих 44 було зайнятих в первинному секторі, 469 — в обробній промисловості, 671 — в галузі послуг.